# Xpedition (schip, 2001)
De Xpedition is de nieuwe naam van een schip dat met de naam Sun Bay werd gebouwd op de Cassens werf in Duitsland in 2001, met bouwnummer 30228. Het is een cruiseschip van Celebrity Cruises en het enige schip van de Xpedition klasse. De Xpedition heeft vier passagiersdekken en biedt plaats aan maximaal 92 gasten en een kleine 70 bemanningsleden. Het schip vaart onder de vlag van Ecuador met een kruissnelheid van 17 knopen. Bij de bouw is extra aandacht besteed aan de belangen van het milieu. Het schip heeft in totaal 47 buitenhutten en suites, naast acht suites met balkon.
Doordat het schip relatief klein is ten opzichte van de overige schepen van dezelfde eigenaar kan het meer persoonlijke aandacht bieden aan de passagiers. Het is bedoeld voor een jonger en beter opgeleid publiek. Door het kleinere formaat kan het bestemmingen aandoen waar de grote cruise schepen niet kunnen afmeren. Het is gebouwd voor tochten rond de Galapagoseilanden, die in 1835 door Charles Darwin werden ontdekt. Bijzonder is, dat er tijdens de reis door biologen en gastlektoren regelmatig lezingen aan boord worden gegeven.

## Voorzieningen
De doelgroep verklaart waarom de bibliotheek de belangrijkste plaats is aan boord. Deze bibliotheek bevat veel literatuur over het te bezoeken natuurgebied. Het Sunshine dek is het bovenste dek van het schip met ligstoelen en een bar. Het hoofdrestaurant is het Darwin restaurant. Er is een kleine winkel, een klein fitnesscentrum, geen zwembad maar wel een jacuzzi en een sauna.